# Münchwilen (Argóvia)
Münchwilen é uma comuna da Suíça, situada no distrito de Laufenburg, no cantão de Argóvia. Tem 2,47 km² de área e sua população em 2018 foi estimada em 930 habitantes.